# Iron City (Geórgia)
Iron City é uma cidade  localizada no estado americano de Geórgia, no Condado de Seminole.

## Demografia
Segundo o censo americano de 2000, a sua população era de 321 habitantes.
Em 2006, foi estimada uma população de 308, um decréscimo de 13 (-4.0%).

## Geografia
De acordo com o United States Census Bureau tem uma área de 2,1 km², dos quais 2,1 km² cobertos por terra e 0,0 km² cobertos por água.

## Localidades na vizinhança
O diagrama seguinte representa as localidades num raio de 32 km ao redor de Iron City.